# トンコ
トンコ（伊: Tonco）は、イタリア共和国ピエモンテ州アスティ県にある、人口約800人の基礎自治体（コムーネ）。

## 地理

### 位置・広がり

#### 隣接コムーネ
隣接するコムーネは以下の通り。括弧内のALはアレッサンドリア県所属を示す。
- アルフィアーノ・ナッタ (AL)
- カッリアーノ・モンフェッラート
- カステッラルフェーロ
- コルシオーネ
- フリンコ
- モンティーリオ・モンフェッラート
- ヴィッラ・サン・セコンド
- ヴィッラデアーティ (AL)

#### 地震分類
イタリアの地震リスク階級 (it) では、4 に分類される
。

## 行政

### 分離集落
トンコには、以下の分離集落（フラツィオーネ）がある。
- Casalino, Casa Paletti, Stazione di Tonco